# De man met het hamertje
De man met het hamertje is een hoorspel van Hans Hömberg. Der Mann mit dem Hämmerchen werd op 27 augustus 1952 door de RIAS (Rundfunk im amerikanischen Sektor Berlins) uitgezonden. Willy Wielek-Berg vertaalde het en de VARA zond het op woensdag 4 oktober 1961 onder de regie van S. de Vries jr. uit. De tovermuziek op marimba en vibrafoon was van Gerrit Middendorp. De uitzending duurde 63 minuten.

## Rolbezetting
- Wam Heskes (de steenhouwer Toku)
- Eva Janssen (de vossengodin Kori)
- Dries Krijn (de hoogwaardigheidsbekleder Takemori)
- Henk Molenberg (de procureur)
- Herman van Eelen (de masseur)
- Johan Wolder (de minister Koichi)
- Hans Veerman (de dienaar Mokei)
- Alex Faassen jr. (Nagamoto)
- Donald de Marcas (Dr. Nimpei)
- Dick van ’t Sant (Tatsuoki)

## Inhoud
Aan een steenhouwer, die ontevreden is met zijn lot, verschijnt de vossengodin. Ze verandert hem, die naar grenzeloze macht streeft, achtereenvolgens in een koopman, een landsheer, de keizer, de zon, een regenwolk en een rots. De rots wordt evenwel gebroken als de mens stenen nodig heeft voor zijn huizen en straten. Het in Japan spelende verhaal over de man die het hoogste wil bereiken en ten slotte klein en bescheiden blijft, is vol ironie en biedt veel parallellen, die tot nadenken aanzetten…